# Stor femöring
Stor femöring (Achimenes grandiflora) är en art i familjen gloxiniaväxter från Mexiko och Centralamerika. Den växer fram ur så kallade stamknölar (rhizom) i början av mars. Dessa jordstammar liknar små kottar till utseendet, och kan också användas för att föröka växten om den odlas som krukväxt.

## Synonymer
- Achimenes cordata Hort. ex Regel, nom. nud.
- Achimenes ghiesbrechtiana Hort. ex Regel, nom. nud.
- Achimenes grandiflora hybrida Moeller
- Achimenes grandiflora var. glabrescens Klotzsch ex Hanst.
- Achimenes grandiflora var. incisa Hanst.
- Achimenes grandiflora var. liebmannii Hanst.
- Achimenes grandiflora var. pubescens Hanst.
- Achimenes incisa (Hanst.) Klotzsch ex Oerst.
- Achimenes liebmannii Hort. ex Lem.
- Antirrhinum uniflorum Sessé & Moç.
- Gesneria calcarata Sessé & Moç.
- Gesneria uniflora DC.
- Salutiaea grandiflora (Schiede) Colla
- Trevirana grandiflora Schiede